# Dottikon
Dottikon es una comuna suiza del cantón de Argovia, situada en el distrito de Bremgarten. Limita al noreste con la comuna de Hägglingen, al sureste con Wohlen, al sur con Villmergen, al oeste con Hendschiken, y al noroeste con Othmarsingen.

## Transporte
Ferrocarril
Cuenta con una estación ferroviaria en la que efectúan parada trenes de cercanías pertenecientes a la red S-Bahn Argovia.